# USS Hopewell (DD-681)
USS Hopewell (DD-681) là một tàu khu trục lớp Fletcher được Hải quân Hoa Kỳ chế tạo trong Chiến tranh Thế giới thứ hai. Nó là chiếc tàu chiến đầu tiên của Hải quân Mỹ được đặt theo tên Pollard Hopewell (1786-1813), một sĩ quan Hải quân Hoa Kỳ tử trận trong cuộc Chiến tranh 1812. Nó đã hoạt động cho đến hết Thế Chiến II, ngừng hoạt động một thời gian ngắn, rồi tiếp tục phục vụ trong Chiến tranh Triều Tiên và Chiến tranh Việt Nam, cho đến khi ngừng hoạt động năm 1970 và bị đánh chìm như một mục tiêu năm 1972. Nó được tặng thưởng chín Ngôi sao Chiến trận do thành tích phục vụ trong Thế Chiến II, và thêm hai Ngôi sao Chiến trận nữa trong Chiến tranh Triều Tiên.

## Thiết kế và chế tạo
Hopewell được đặt lườn tại xưởng tàu của hãng Bethlehem Shipbuilding Corporation ở San Pedro, California vào ngày 29 tháng 10 năm 1942. Nó được hạ thủy vào ngày 2 tháng 5 năm 1943; được đỡ đầu bởi bà Raymond A. Spruance, phu nhân Đô đốc Raymond A. Spruance, Tư lệnh Đệ Ngũ hạm đội Hoa Kỳ. Con tàu nhập biên chế tại Terminal Island vào ngày 30 tháng 9 năm 1943 dưới quyền chỉ huy của Trung tá Hải quân Corbin C. Shute.

## Lịch sử hoạt động

### Thế Chiến II

#### 1944
Hopewell tiến hành chạy thử máy tại khu vực San Diego, California trước khi lên đường đi sang quần đảo Hawaii vào ngày 13 tháng 1 năm 1944. Nó khởi hành từ Trân Châu Cảng vào ngày 23 tháng 1 cho chiến dịch đổ bộ lên quần đảo Marshall, trên chặng đường lực lượng Hoa Kỳ tiến quân về phía Đế quốc Nhật Bản. Di chuyển phía trước đội hình như tàu canh phòng, nó đi đến ngoài khơi Kwajalein vào ngày 31 tháng 1, và đã bắn pháo hỗ trợ cho cuộc tấn công ban đầu. Đêm hôm đó, con tàu bắn phá các đảo Roi và Namur, và sang ngày 1 tháng 2 đã làm nhiệm vụ hộ tống và tuần tra ngoài khơi các đảo khác của nhóm quần đảo. Hoàn tất chiến dịch đổ bộ, nó quay trở về Trân Châu Cảng vào ngày 24 tháng 2.
Hopewell đi đến vịnh Purvis, đảo Florida vào ngày 14 tháng 3 để tham gia đợt tấn công tiếp theo dọc bờ biển phía Bắc New Guinea, làm nhiệm vụ tuần tra và hộ tống cũng như góp phần bắn phá bờ biển trong cuộc đổ bộ lên Aitape, một phần của chiến dịch Hollandia. Sau cuộc đổ bộ lên Aitape không bị kháng cự vào ngày 22 tháng 4, chiếc tàu khu trục tiếp tục hoạt động cùng Đệ Thất hạm đội trong nhiệm vụ tuần tra và hộ tống, và đã cùng ba tàu khu trục khác tiến hành bắn phá các vị trí của quân Nhật trên đảo New Ireland vào ngày 29 tháng 5. Sang tháng 6, nó tham gia cùng tàu khu trục hộ tống Hoggatt Bay (CVE-75) cho nhiệm vụ tuần tra chống tàu ngầm.
Hoạt động tiếp theo của Hopewell là chiến dịch tấn công lên Morotai, vốn cần đến như một căn cứ không quân tiền phương cho kế hoạch tái chiếm Philippines sắp tới. Nó đi đến mục tiêu vào ngày 16 tháng 9, một ngày sau cuộc đổ bộ, và tiếp nối nhiệm vụ hộ tống bảo vệ, bắn rơi một máy bay Nhật Bản tấn công trong ngày hôm đó. Đến ngày 18 tháng 9, nó hỗ trợ cho cuộc đổ bộ phụ lên Morotai, rồi lên đường vào ngày 25 tháng 9, hộ tống một đoàn tàu vận tải đi vịnh Humboldt.
Chiến dịch Philippines mở màn bằng cuộc đổ bộ lên Leyte vào ngày 20 tháng 10, và Hopewell đến nơi bốn ngày sau đó cùng một đội tăng viện. Sự cố một chân vịt bị hư hại khiến con tàu không thể tham gia trận Hải chiến vịnh Leyte kéo dài bốn ngày, nơi Hải quân Đế quốc Nhật Bản chịu đựng thất bại nghiêm trọng vào các ngày 24 và 25 tháng 10. Chiếc tàu khu trục khởi hành vào ngày hôm sau cùng một đoàn tàu vận tải để quay trở lại vịnh Humboldt, nơi nó được sửa chữa; đoàn tàu bị đối phương không kích ở lối ra vào phía Đông của vịnh Leyte, và Hopewell đã làm nhiệm vụ bảo vệ của mình khi thả khói ngụy trang che chở các tàu vận tải và bắn rơi hai máy bay tấn công.
Hopewell lại lên đường đi Leyte vào ngày 8 tháng 11, và sau hai chuyến đi đến vịnh Humboldt và quay trở lại cùng các đoàn tàu vận tải, nó tham gia lực lượng tấn công Mindoro. Con tàu phải chống trả những đợt không kích liên tục trên đường đi, trước khi đi đến khu vực tấn công vào ngày 15 tháng 12, nơi nó hỗ trợ hỏa lực cho lực lượng tấn công trên bờ. Nó phải tiếp tục đánh trả những cuộc không kích phản công của đối phương, giúp chữa cháy cho tàu đổ bộ LST-472 bị đánh trúng, và trợ giúp bắn rơi những máy bay khác trước khi lên đường quay trở lại Leyte vào giữa trưa.

#### 1945
Sau khi Mindoro lọt vào tay phe Đồng Minh, và các căn cứ không quân nhằm tấn công Luzon đang được xây dựng, Hopewell chuẩn bị cho chiến dịch này vốn được bắt đầu từ vịnh Lingayen. Nó lên đường vào ngày 4 tháng 1 năm 1945, phải liên tục chống trả những đợt không kích tự sát Kamikaze trên đường đi đến Lingayen, và đến ngày đổ bộ 9 tháng 1 đã tham gia thành phần bảo vệ cho các tàu sân bay hộ tống làm nhiệm vụ hỗ trợ trên không. Nó tham gia cuộc tấn công đổ bộ lên Corregidor vào ngày 14 tháng 2, và đã đối đầu với một khẩu đội pháo cỡ lớn đối phương tại cảng Mariveles. Chiếc tàu khu trục đã thả khói ngụy trang khi tiếp cận để giúp đỡ chiếc USS YMS-48 bị hư hại, và chịu đựng bốn phát bắn trúng khiến hệ thống điều khiển hỏa lực của nó không hoạt động. Mặc dù phải chịu đựng 17 người thương vong, nó vẫn tiếp tục ở lại trong vịnh Manila cho đến ngày 18 tháng 2, khi nó lên đường đi Manus để sửa chữa.
Hopewell tiếp tục hành trình quay về San Francisco, California, về đến nơi vào ngày 17 tháng 3, và sau khi hoàn tất sửa chữa, nó khởi hành vào ngày 28 tháng 5 để đi Trân Châu Cảng. Con tàu tiến hành huấn luyện tại vùng biển quần đảo Hawaii cho đến ngày 20 tháng 7, khi nó lên đường đi Eniwetok và Guam. Vào ngày Nhật Bản đầu hàng kết thúc cuộc xung đột, nó đang đi từ Guam cùng một đội tiếp nhiên liệu hỗ trợ cho hoạt động của Lực lượng Đặc nhiệm 38. Nó hoạt động tại vùng biển Nhật Bản hỗ trợ cho hoạt động chiếm đóng cho đến ngày 21 tháng 10, khi con tàu lên đường quay trở về Hoa Kỳ ngang qua Trân Châu Cảng. Về đến Xưởng hải quân Puget Sound vào ngày 8 tháng 11, nó sau đó di chuyển đến San Diego, nơi con tàu được cho xuất biên chế vào ngày 15 tháng 1 năm 1947 và được đưa về Hạm đội Dự bị Thái Bình Dương.

### Chiến tranh Triều Tiên
Do nhu cầu tăng cường tàu chiến cho hạm đội sau khi Chiến tranh Triều Tiên nổ ra, Hopewell được cho nhập biên chế trở lại tại San Diego vào ngày 28 tháng 3 năm 1951. Sau khi hoàn tất đại tu và chạy thử máy, nó lên đường hướng sang Triều Tiên vào ngày 18 tháng 6, tham gia thành phần hộ tống cho Lực lượng đặc nhiệm 77, khi máy bay từ tàu sân bay của lực lượng đánh phá các vị trí của đối phương. Chiếc tàu khu trục đã trực tiếp bắn phá Wonsan, và phục vụ tuần tra eo biển Đài Loan trong khoảng thời gian tháng 8 và tháng 9, trước khi quay trở về Xưởng hải quân Mare Island vào ngày 5 tháng 2 năm 1952.
Sau khi chạy thử máy sau đại tu và huấn luyện, Hopewell lên đường vào ngày 11 tháng 8 năm 1952 cho lượt phục vụ thứ hai tại Triều Tiên. Vào giai đoạn chiến đấu giằng co trên bộ, Hải quân tiếp tục tập trung đánh phá các tuyến đường tiếp liệu và những cứ điểm cố thủ, và chiếc tàu khu trục lại hộ tống các tàu sân bay và các tàu nổi hạng nặng thuộc Lực lượng Đặc nhiệm 77. Sau một giai đoạn tuần tra tại eo biển Đài Loan, nó quay trở lại bắn phá Wonsan, rồi đi đến Đài Loan vào tháng 12 để giúp huấn luyện thủy thủ Hải quân Trung Hoa dân quốc. Nó quay trở lại Triều Tiên một giai đoạn ngắn để hộ tống cho thiết giáp hạm Missouri (BB-63) trong hoạt động bắn phá bờ biển vào cuối tháng 1 năm 1953, rồi lên đường vào ngày 3 tháng 3 để quay trở về Hoa Kỳ.
Sau nhiều tháng hoạt động huấn luyện chống tàu ngầm ngoài khơi bờ biển California, Hopewell lại lên đường đi sang Viễn Đông vào ngày 27 tháng 10 năm 1953, tham gia các hoạt động huấn luyện và tuần tra ngoài khơi Đài Loan, rồi quay trở về San Diego vào ngày 23 tháng 5 năm 1954. Khi nó tham gia lượt hoạt động thứ tư tại Tây Thái Bình Dương, căng thẳng lại diễn ra giữa lực lượng Cộng sản Trung Quốc và Đài Loan, và đến tháng 2 năm 1955, nó giúp đỡ cho việc triệt thoái lực lượng Quốc dân Đảng khỏi quần đảo Đại Trần, Chiết Giang. Chiếc tàu khu trục tham gia các cuộc tập trận tại Tây Thái Bình Dương trước khi quay trở về San Diego vào ngày 22 tháng 5.
Hopewell trải qua thời gian còn lại của năm 1955 thực hành dọc theo vùng bờ Tây. Trong một cuộc thực tập huấn luyện đổ bộ vào ngày 11 tháng 11, một máy bay ném bom tấn công một động cơ đã đâm trúng chiếc tàu khu trục phía giữa tàu, làm thiệt mạng năm người và gây một đám cháy xăng. Đám cháy được dập tắt và con tàu phải quay trở về San Diego để sửa chữa trong một thời gian dài. Khi quay trở lại hoạt động vào ngày 24 tháng 3 năm 1956, nó lên đường đi Viễn Đông, và sau đó luân phiên những chuyến đi đến Nhật Bản, Đài Loan và Okinawa với những đợt thực tập dọc theo vùng bờ Tây. Vào những năm 1958 và 1959, nó hoạt động tập trận cùng các tàu chiến Hàn Quốc và Đài Loan, tham gia thành phần hạm đội Hoa Kỳ tại Tây Thái Bình Dương. Nó quay trở về San Diego vào ngày 12 tháng 11 năm 1959 để được tái trang bị và huấn luyện.
Hopewell liên tục được bố trí đến vùng biển ngoài khơi Việt Nam từ năm 1960 đến tháng 7 năm 1969 nhằm giúp bảo vệ cho Việt Nam Cộng Hòa. Vào tháng 2 năm 1963, nó giải cứu một phi công Douglas A-3 Skywarrior từ tàu sân bay Ticonderoga (CVA-14) bị rơi trên Biển Đông; và trong lượt hoạt động kéo dài ba tháng kết thúc vào tháng 8 năm 1966, nó đã bắn 2.276 quả đạn pháo, phá hủy 112 công trình và tiêu diệt một khẩu đội súng cối đối phương. Trong thời gian còn lại của năm 1966, nó hoạt động như tàu huấn luyện tác xạ và chống tàu ngầm ngoài khơi vùng bờ Tây.
Hopewell được cho xuất biên chế vào ngày 2 tháng 1 năm 1970 và bị đánh chìm như một mục tiêu vào ngày 11 tháng 2 năm 1972.

## Phần thưởng
Hopewell được tặng thưởng chín Ngôi sao Chiến trận do thành tích phục vụ trong Thế Chiến II, và thêm bốn Ngôi sao Chiến trận trong Chiến tranh Triều Tiên.